# Karl von Reyher
Karl Friedrich Wilhelm Reyher, seit 1828 von Reyher (* 21. Juni 1786 in Groß Schönebeck; † 7. Oktober 1857 in Berlin) war ein preußischer General der Kavallerie, während der Revolution von 1848 Kriegsminister in der Regierung von Ludolf Camphausen und ebenfalls seit 1848 Generalstabschef.

## Leben

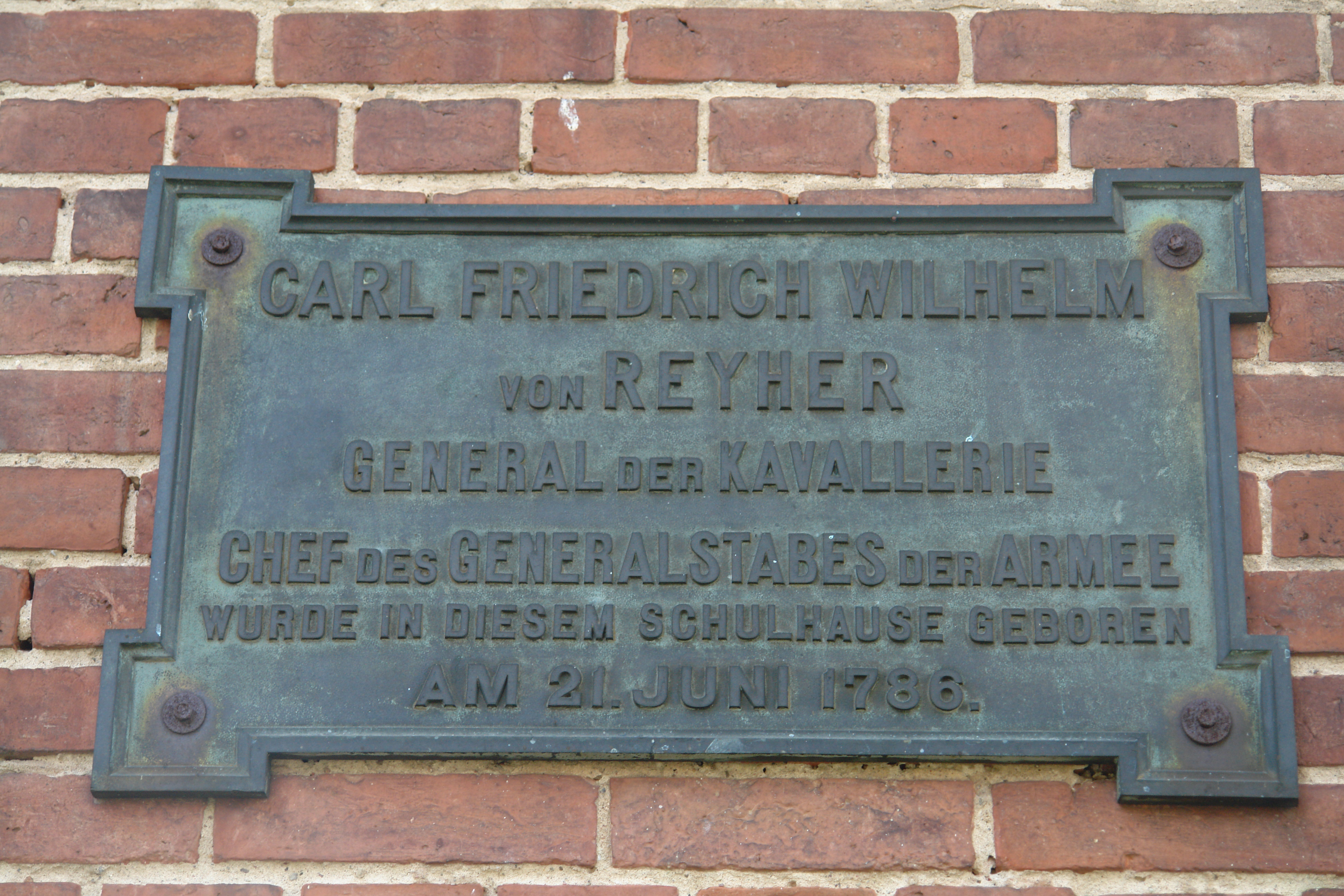
Gedenktafel am Geburtshaus, Groß Schönebeck

Reyher war der Sohn von Johann Samuel Reyher, Kantor und Lehrer von Groß Schönebeck, und dessen zweiter Ehefrau Johanna Karoline, geborene Eckart, der Tochter eines Forstbeamten. Sein Geburtshaus, die damalige Dorfschule, ist erhalten.
Im Alter von dreizehn Jahren musste er die Schule verlassen und einen Beruf ergreifen. Zunächst begann er eine Ausbildung als Amtsschreiber, ehe er 1802 freiwillig in den Militärdienst eintrat. Er stieg im Infanterieregiment von General von Winnig zum Regimentsschreiber auf und wurde bald zum Unteroffizier ernannt. Den Krieg von 1806 machte er beim Tross mit. Nach der preußischen Niederlage schloss sich Reyher dem Freikorps Ferdinand von Schill an. Dieser machte ihn zum Feldwebel und persönlichen Sekretär. Mit Schill wechselte Reyher 1808 als Wachtmeister und Regimentsschreiber zum 2. Brandenburgischen Husarenregiment. Bei den eigenmächtigen Aktionen Schills wurde Reyher 1809 verwundet und wurde mit dem Rest der Truppe in das westpreußische Ulanenregiment eingegliedert. Dessen Befehlshaber Yorck  diente Reyher als Adjutant. Nach Bestehen der Offiziersprüfung wurde er 1810 zum Sekondeleutnant befördert. Zu Beginn der Befreiungskriege wurde Reyher zum Brigadeadjutanten ernannt und nahm an der Schlacht bei Großgörschen teil. Es folgten die Schlacht bei Bautzen sowie das Treffen von Reichenbach, die Schlacht an der Katzbach sowie weiterer Gefechte. Unter General Katzler stieg Reyher zum Generaladjutanten auf. Auch beim Feldzug in Frankreich 1814 diente er zur Zufriedenheit seiner Vorgesetzten und wurde zum Premierleutnant befördert. Er erhielt das eiserne Kreuz erster Klasse, das außer ihm nur sieben weitere Leutnants während des Feldzuges erhalten hatten. Anschließend wurde Reyher Adjutant von General Yorck. Während des Krieges von 1815 war Reyher als Generalstabsoffizier unter anderem an der Schlacht bei Ligny und weiteren Gefechten beteiligt. Für seine Verdienste wurde er zum Major befördert.

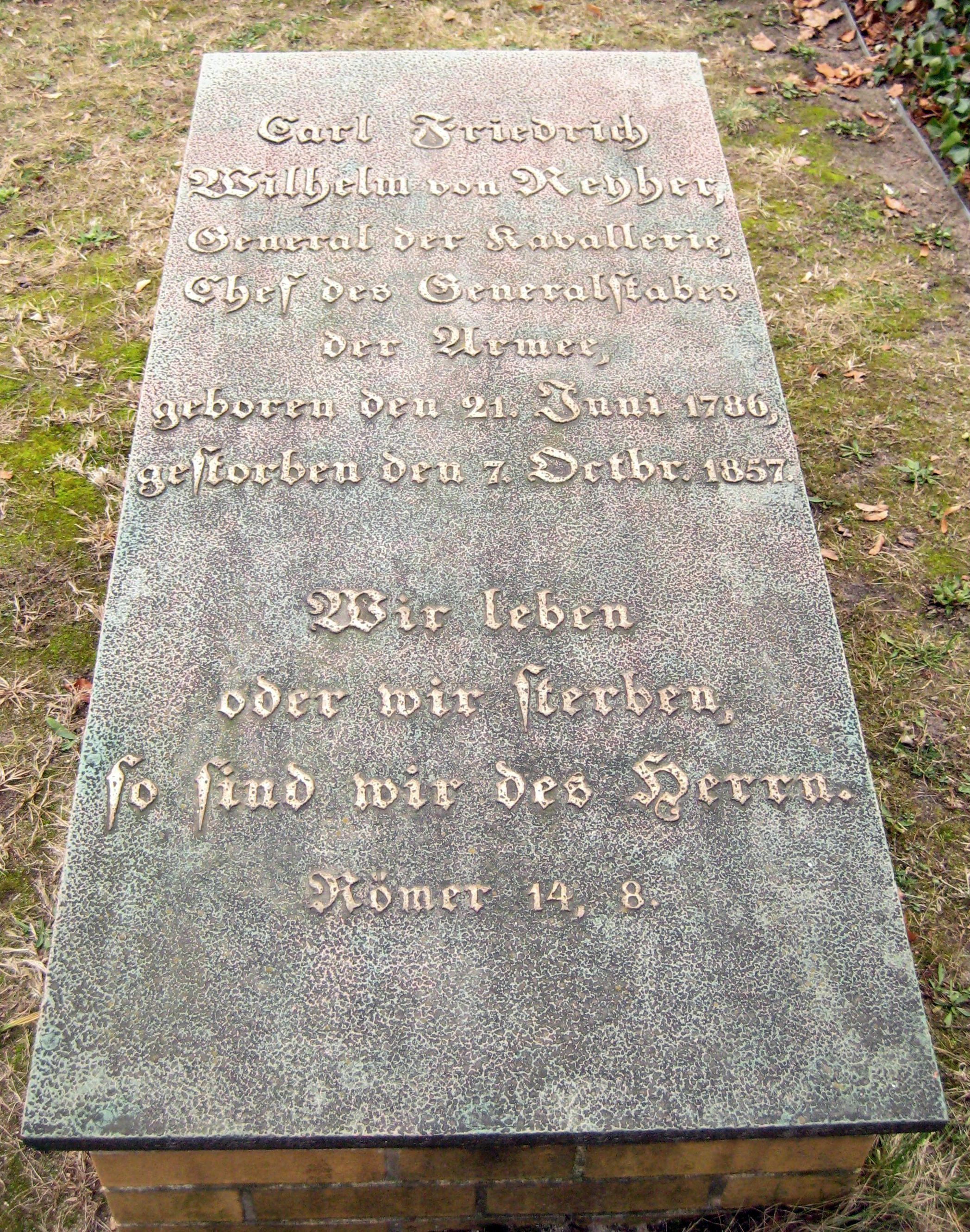
Grabstätte auf dem Invalidenfriedhof, Berlin

Nach Kriegsende blieb Reyher zunächst mit den Besatzungstruppen in Frankreich. Dort lehrte er unter anderem an einer Feldkriegsschule. 1818 kehrte er nach Preußen zurück und diente im Generalstab. 1824 wurde Reyher Chef des Generalstabs des VI. Armee-Korps und am 20. September 1828 in Berlin als Major in den preußischen Adelsstand erhoben. 1830 wurde er Generalstabschef der vom Prinzen Wilhelm befehligten Armee-Korps. 1840 wechselte Reyher ins Kriegsministerium und wurde dort Chef des Allgemeinen Kriegsdepartements.
Im Märzministerium Camphausen-Hansemann übernahm Reyher zunächst für einige Wochen das Kriegsministerium. Er war dafür verantwortlich, dass nach dem Rückzug der Armee aus Berlin im März die Hauptstadt im April wieder militärisch besetzt wurde. Am 1. Mai 1848 wurde Reyher Chef des Generalstabs der Armee. Diese Position behielt er bis zu seinem Tod. Zeitweise war er auch Mitglied der zweiten Kammer des preußischen Abgeordnetenhauses und gehörte dort der Rechten an.

## Familie
Reyher hatte sich am 31. Juli 1820 in Königsberg mit Ida Charlotte Baumann (1797–1874) verheiratet. Sie war die älteste Tochter des Regierungspräsidenten Baumann. Aus der Ehe gingen vier Kinder hervor:
- Pauline († 1870), Hofdame
- Maria Karoline Elisabeth (1828–1896) ⚭ 1856 Alfons von Bojanowski (1805–1868), preußischer Generalleutnant
- Ida Mathilde (1830–1879)
- Anna Luise Henriette (* 1836) ⚭ Armand von Hilchenbach (* 1829), kurhessischer Kammerherr (29. März 1867 preußischer Adel)[1]